# Państwowe Gospodarstwo Wodne Wody Polskie
Państwowe Gospodarstwo Wodne Wody Polskie (PGW WP) – państwowa osoba prawna obejmująca strukturę polskich organów administracji wodnej, utworzona  1 stycznia 2018 roku na podstawie przepisów  ustawy z dnia 20 lipca 2017 r. Prawo wodne oraz rozporządzenia Ministra Środowiska z dnia 28 grudnia 2017 r. w sprawie nadania statutu Państwowemu Gospodarstwu Wodnemu Wody Polskie. Odpowiada za zagospodarowanie wód publicznych, należących do Skarbu Państwa. Organem kierującym strukturą jest prezes Wód Polskich. Centralną jednostką organizacyjną jest Krajowy Zarząd Gospodarki Wodnej. PGW WP finansowane jest ze środków pochodzących z opłat za pobór wód, opłat z usług wodnych oraz dotacji pochodzących z budżetu państwa.
1 lipca 2024 powołano Inspekcję Wodną, będącą służbą mundurową w strukturze Państwowego Gospodarstwa Wodnego Wody Polskie.

## Struktura

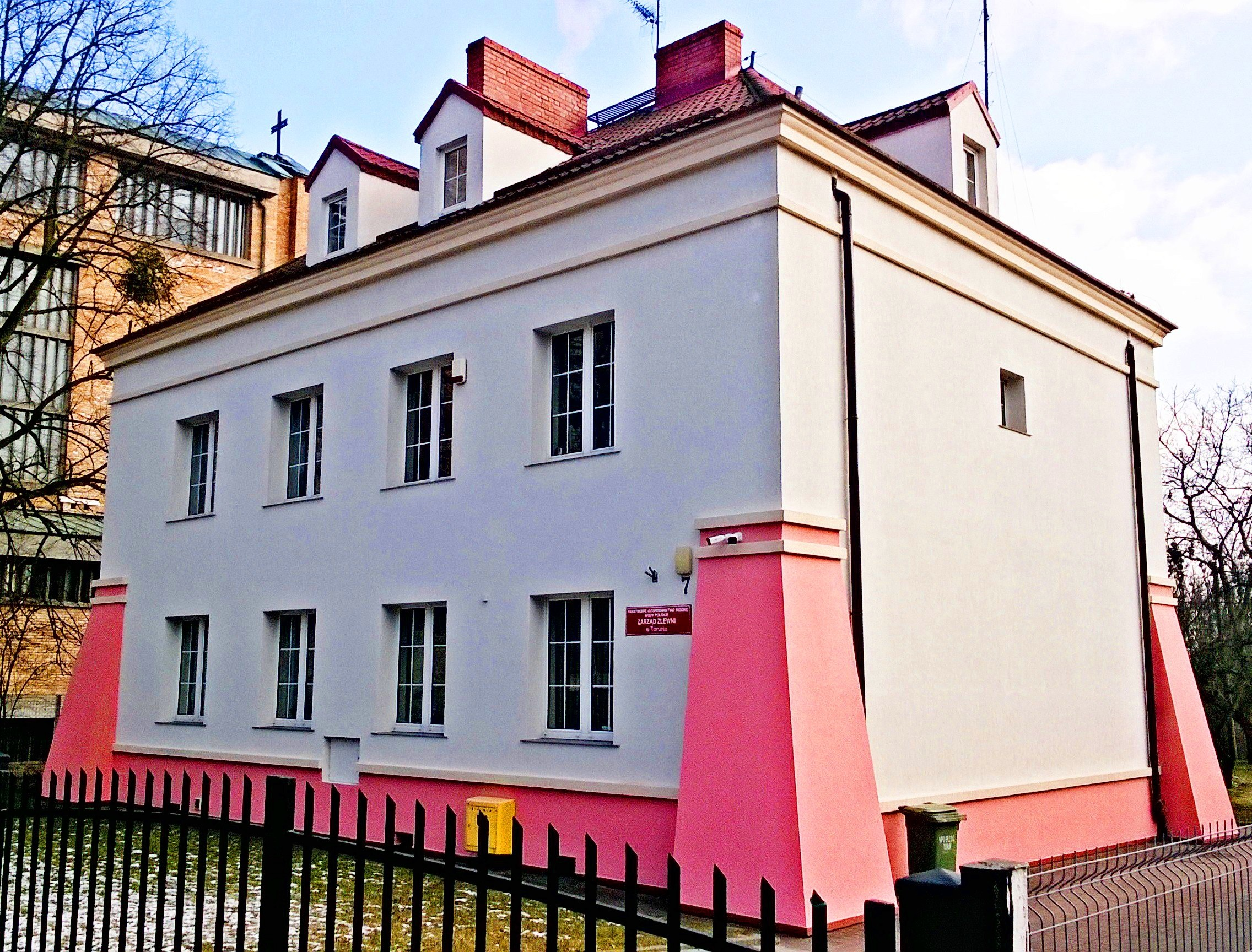
Siedziba Zarządu Zlewni w Toruniu

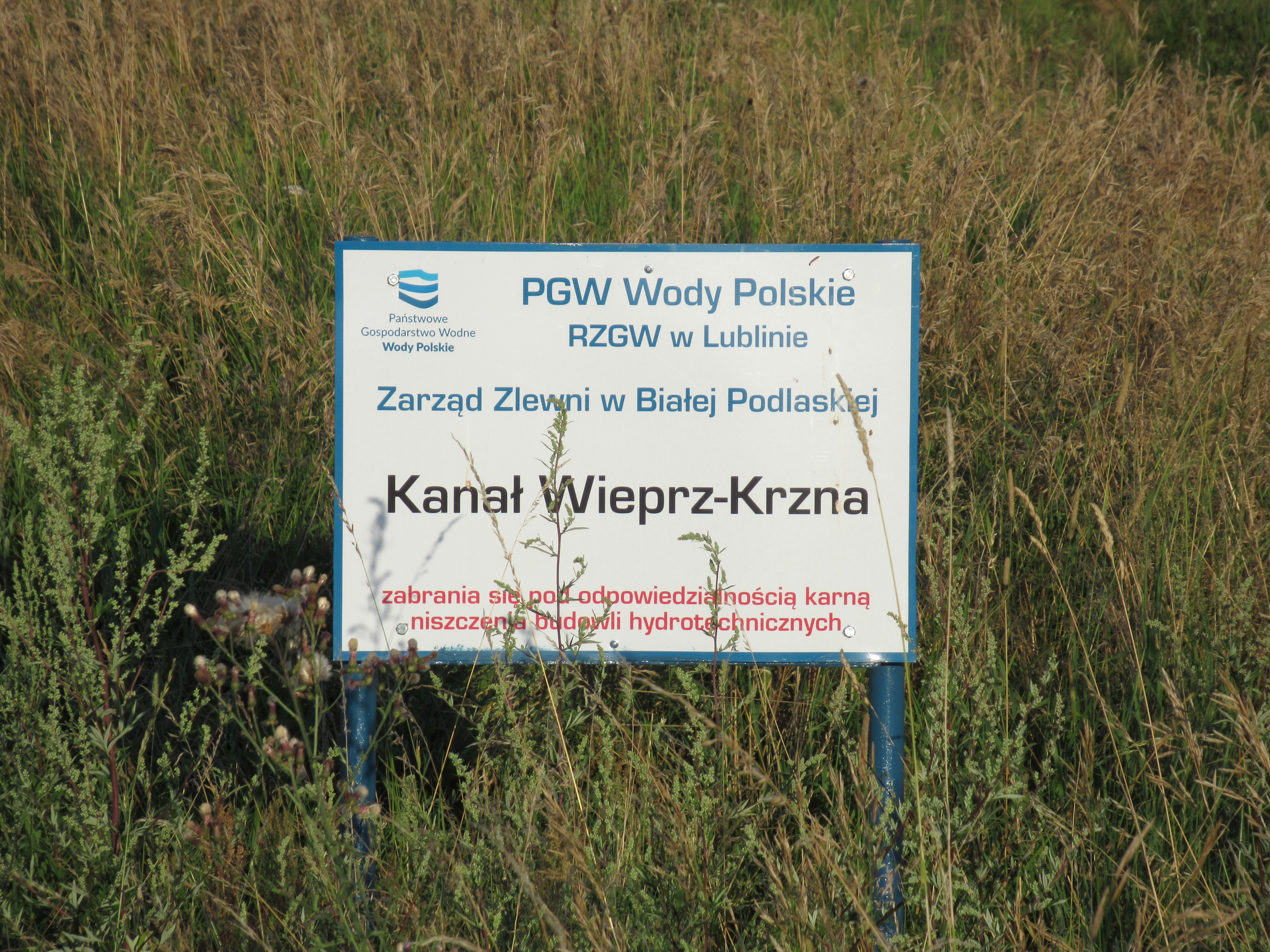
Tablica przy obiekcie administrowanym przez «Wody Polskie»

W skład Państwowego Gospodarstwa Wodnego wchodzą następujące jednostki:
1. Krajowy Zarząd Gospodarki Wodnej z siedzibą w Warszawie,
2. regionalne zarządy gospodarki wodnej z siedzibami w: 
  1. Regionalny Zarząd Gospodarki Wodnej w Białymstoku – region wodny Narwi, z wyłączeniem zlewni Dolnej Narwi, region wodny Niemna oraz region wodny Łyny i Węgorapy
  2. Regionalny Zarząd Gospodarki Wodnej w Bydgoszczy – region wodny Noteci
  3. Regionalny Zarząd Gospodarki Wodnej w Gdańsku – region wodny Dolnej Wisły, region wodny Banówki oraz region wodny Świeżej
  4. Regionalny Zarząd Gospodarki Wodnej w Gliwicach  – region wodny Małej Wisły, region wodny Górnej Odry oraz  region wodny Czadeczki
  5. Regionalny Zarząd Gospodarki Wodnej w Krakowie – region wodny Górnej-Zachodniej Wisły oraz region wodny Czarnej Orawy
  6. Regionalny Zarząd Gospodarki Wodnej w Lublinie – region wodny Bugu
  7. Regionalny Zarząd Gospodarki Wodnej w Poznaniu – region wodny Warty
  8. Regionalny Zarząd Gospodarki Wodnej w Rzeszowie – region wodny Górnej-Wschodniej Wisły oraz region wodny Dniestru
  9. Regionalny Zarząd Gospodarki Wodnej w Szczecinie – region wodny Dolnej Odry i Przymorza Zachodniego
  10. Regionalny Zarząd Gospodarki Wodnej w Warszawie – region wodny Środkowej Wisły oraz zlewnia Dolnej Narwi w regionie wodnym Narwi
  11. Regionalny Zarząd Gospodarki Wodnej we Wrocławiu – region wodny Środkowej Odry, region wodny Morawy, region wodny Izery, region wodny Łaby i Ostrożnicy (Upa), region wodny Metuje oraz region wodny Orlicy
3. zarządy zlewni (50 jednostek),
4. nadzory wodne (320 jednostek).

## Organy odpowiedzialne za gospodarowanie zasobami wodnymi[4]
1. Minister właściwy ds. gospodarki wodnej
2. Prezes PGW WP
3. Dyrektor regionalnego zarządu gospodarki wodnej PGW WP
4. Dyrektor zarządu zlewni PGW WP
5. Kierownik nadzoru wodnego PGW WP
6. Dyrektor urzędu morskiego
7. Wojewoda, prezydent miasta, burmistrz, wójt lub starosta

## Kierownictwo[5]
- prezes Mateusz Balcerowicz – od 8 lipca 2025
  - zastępca Prezesa Wód Polskich ds. Zarządzania Środowiskiem Wodnym 
    - Iwona Koza (od 2 stycznia do 5 lutego 2018)[6]
    - Joanna Kopczyńska (od 22 lutego 2018 do 14 stycznia 2021)[7][8]
    - Paweł Rusiecki (od 14 stycznia 2021[9] do stycznia 2024[10])
    - Alicja Michalik-Kucińska (od 1 czerwca 2024)[11]

  - zastępca Prezesa Wód Polskich ds. Ochrony Przed Powodzią i Suszą 
    - Robert Kęsy (od 2 stycznia 2018 do 25 stycznia 2018)
    - Krzysztof Woś (od 26 stycznia 2018 do 31 sierpnia 2022[12])
    - Wojciech Skowyrski (od 1 września 2022 do stycznia 2024)
    - Mateusz Balcerowicz (od 12 stycznia 2024 do 7 lipca 2025)[13]
    - Marcin Jarzyński (od 4 sierpnia 2025)[14]

  - zastępca Prezesa Wód Polskich ds. Usług Wodnych 
    - Mateusz Balcerowicz (od 2 stycznia do 5 lutego 2018)
    - Jarosław Czarnecki (od 5 lutego 2018 do 1 kwietnia 2020)[6]
    - Robert Chciuk (od 1 kwietnia 2020 do 24 marca 2022)[15]
    - Janusz Wrona (od 24 marca 2022[16] do stycznia 2024)
    - Magdalena Żmuda (od 15 maja 2024)[17]

  - zastępca Prezesa Wód Polskich ds. Ekonomicznych i Organizacyjnych 
    - Patrycja Szpak-Lichota (od 1 lutego 2018 do lipca 2021)[6]
    - Beata Orlik (od lipca 2021 do kwietnia 2024)
    - Jacek Jarząbek (od  1 kwietnia 2024)[18]

## Lista prezesów
- Mariusz Gajda (do 18 stycznia 2018, jako Pełnomocnik do spraw organizacji Wód Polskich)
- Przemysław Daca (2018–2022)
- Krzysztof Woś (2022–2024)
- Joanna Kopczyńska (2024–2025)
- Mateusz Balcerowicz (od 2025)[19]

## Dystynkcje
Dystynkcje na mundur gospodarki wodnej dla poszczególnych rodzajów stanowisk służbowych:
| Naramiennik | Stanowisko służbowe |
| ----------- | --- |
|             | - Minister właściwy ds. gospodarki wodnej |
|             | - Sekretarz stanu w urzędzie obsługującym ministra właściwego ds. gospodarki wodnej - Podsekretarz stanu w urzędzie obsługującym ministra właściwego ds. gospodarki wodnej                              |
|             | - Dyrektor Departamentu Gospodarki Wodnej i Żeglugi Śródlądowej w urzędzie obsługującym ministra właściwego ds. gospodarki wodnej                                                                       |
|             | - Prezes Państwowego Gospodarstwa Wodnego Wody Polskie (PGW WP) |
|             | - Zastępcy Prezesa PGW WP nadzorujący pion ochrony przed powodzią i suszą, pion usług wodnych oraz pion zarządzania środowiskiem wodnym                                                                 |
|             | - Dyrektorzy departamentów PGW WP pionu ochrony przed powodzią i suszą, pionu usług wodnych oraz pionu zarządzania środowiskiem wodnym - Rzecznik prasowy Krajowego Zarządu Gospodarki Wodnej PGW WP    |
|             | - Zastępcy dyrektorów departamentów PGW WP pionu ochrony przed powodzią i suszą, pionu usług wodnych oraz pionu zarządzania środowiskiem wodnym                                                         |
|             | - Dyrektor regionalnego zarządu gospodarki wodnej PGW WP |
|             | - Zastępca dyrektora regionalnego zarządu gospodarki wodnej PGW WP nadzorujący pion ochrony przed powodzią i suszą, pion usług wodnych oraz pion zarządzania środowiskiem wodnym                        |
|             | - Kierownik wydziału/zespołu komunikacji społecznej - Kierownik wydziału/zespołu edukacji wodnej - Rzecznik regionalnego zarządu gospodarki wodnej PGW WP                                               |
|             | - Dyrektor zarządu zlewni |
|             | - Zastępca dyrektora zarządu zlewni |
|             | - Kierownik nadzoru wodnego |
|             | - Kierownik zespołu kontroli zewnętrznej - Kierownik zbiornika wodnego |
|             | - Kierownik obiektu hydrotechnicznego - Kierownik statku - Kierownik stopnia piętrzącego (śluzy) - Kierownik jazu                                                                                       |
|             | - Kierownik bosmanatu lub przystani - Mechanik |
|             | - Szyper - Bosman - Stermotorzysta - Sternik |
|             | - Starszy marynarz - Marynarz - Operator śluzy, jazu, pochylni - Specjalista gospodarowania wodami - Specjalista wydziału/zespołu komunikacji społecznej - Specjalista wydziału/zespołu edukacji wodnej |